# Các đội tuyển bóng đá quốc gia Việt Nam năm 2011
Lịch và kết quả thi đấu của một số đội tuyển bóng đá quốc gia Việt Nam các cấp trong năm 2011.

## Nam

### Đội tuyển quốc gia

#### Lịch và kết quả thi đấu
| Ngày | Địa điểm                       | Đối thủ  | Tỉ số | Giải đấu                             | Cầu thủ ghi bàn                                                                                        | Chi tiết |
| --- | ------------------------------ | -------- | ----- | ------------------------------------ | --- | -------- |
| 29 tháng 06 | Thành phố Hồ Chí Minh,Việt Nam | Ma Cao   | 6–0   | Vòng 1-Khu vực Châu á-World Cup 2014 | Lê Công Vinh 19', 36', 39' (pen) · Phạm Thành Lương 62' · Nguyễn Ngọc Thanh 67' · Nguyễn Văn Quyết 87' | [ 1 ]    |
| 03 tháng 07 | Taipa, Ma Cao                  | Ma Cao   | 7–1   | Vòng 1-Khu vực Châu á-World Cup 2014 | Lê Công Vinh 29', 43', 75', 82' · Nguyễn Quang Hải 24' · Huỳnh Quang Thanh 3', 86'                     | [ 2 ]    |
| Việt Nam thắng Ma Cao chung cuộc 13-1 đoạt vé vào Vòng 2-Khu vực Châu á-World Cup 2014 gặp Qatar                                          |                                |          |       |                                      | |          |
| 23 tháng 07 | Doha,Qatar                     | Qatar    | 0–3   | Vòng 2-Khu vực Châu á-World Cup 2014 | | [ 3 ]    |
| 28 tháng 07 | Hà Nội,Việt Nam                | Qatar    | 2–1   | Vòng 2-Khu vực Châu á-World Cup 2014 | Nguyễn Trọng Hoàng 60' · Nguyễn Quang Hải 78'                                                          | [ 4 ]    |
| Việt Nam thua Qatar chung cuộc 2-4. Do đó dừng chân ở Vòng 2-Khu vực Châu á-World Cup 2014 và tiến tới Vòng loại Cúp bóng đá châu Á 2015. |                                |          |       |                                      | |          |
| 7 tháng 10 | Kobe,Nhật Bản                  | Nhật Bản | 0–1   | Giao hữu                             | | [ 5 ]    |

#### Cầu thủ được sử dụng từng trận
|                         | 29/06 | 03/07 | 23/07 | 28/07 | 07/10 | Tổng cộng |
| ----------------------- | ----- | ----- | ----- | ----- | ----- | --------- |
| Thủ môn                 |       |       |       |       |       |           |
| Nguyễn Mạnh Dũng        |       |       |       |       | –     | 4         |
| Bùi Tấn Trường          | –     | –     | –     | –     |       | 1         |
| Hậu vệ                  |       |       |       |       |       |           |
| Đoàn Việt Cường         |       |       | –     |       |       | 4         |
| Nguyễn Thành Long Giang |       |       |       |       | –     | 4         |
| Trương Đình Luật        | –     |       | –     | –     | –     | 1         |
| Nguyễn Anh Tuấn         |       | –     | –     | –     |       | 2         |
| Huỳnh Quang Thanh       |       |       |       |       |       | 5         |
| Nguyễn Văn Biển         | –     | –     |       | –     | –     | 1         |
| Trần Chí Công           | –     | –     |       |       |       | 3         |
| Trần Đình Đồng          | –     | –     |       | –     | –     | 1         |
| Lê Phước Tứ             | –     | –     | –     | –     |       | 1         |
| Tiền vệ                 |       |       |       |       |       |           |
| Phạm Thành Lương        |       |       |       |       |       | 5         |
| Nguyễn Trọng Hoàng      |       |       |       |       |       | 5         |
| Nguyễn Ngọc Duy         | –     |       | –     | –     | –     | 1         |
| Nguyễn Minh Châu        |       |       | –     |       |       | 4         |
| Phan Văn Tài Em         |       | –     |       |       | –     | 3         |
| Nguyễn Văn Quyết        |       |       |       |       |       | 5         |
| Võ Duy Nam              | –     |       | –     | –     | –     | 1         |
| Lê Tấn Tài              | –     | –     |       |       |       | 3         |
| Nguyễn Công Huy         | –     | –     | –     | –     |       | 1         |
| Tiền đạo                |       |       |       |       |       |           |
| Lê Công Vinh            |       |       |       |       |       | 5         |
| Nguyễn Quang Hải        |       |       |       |       |       | 5         |
| Hoàng Đình Tùng         |       | –     | –     | –     |       | 2         |
| Nguyễn Ngọc Thanh       |       |       |       |       |       | 5         |
| Nguồn                   |       |       |       |       |       |           |
|                         | [ 1 ] | [ 2 ] | [ 3 ] | [ 4 ] | [ 5 ] |           |

### Đội tuyển U-23 & Olympic
| Ngày                                                              | Địa điểm           | Đối thủ              | Tỉ số | Giải đấu                                    | Cầu thủ ghi bàn | Chi tiết |
| ----------------------------------------------------------------- | ------------------ | -------------------- | ----- | ------------------------------------------- | --- | -------- |
| 19 tháng 06                                                       | Riyadh,Ả Rập Xê Út | Ả Rập Xê Út          | 0–2   | Vòng 2-Khu vực Châu Á-Olympic Luân Đôn 2012 | | [ 6 ]    |
| 23 tháng 06                                                       | Hà Nội,Việt Nam    | Ả Rập Xê Út          | 1–4   | Vòng 2-Khu vực Châu Á-Olympic Luân Đôn 2012 | Lê Văn Thắng 44' | [ 7 ]    |
| Việt Nam dừng chân ở Vòng 2-Khu vực Châu Á-Olympic Luân Đôn 2012. |                    |                      |       |                                             | |          |
| 20 tháng 09                                                       | TP.HCM,Việt Nam    | Hàn Quốc (Sinh viên) | 0–1   | Cúp bóng đá TP.HCM 2011                     | | [ 8 ]    |
| 22 tháng 09                                                       | TP.HCM,Việt Nam    | U-17 Học viện Aspire | 2–2   | Cúp bóng đá TP.HCM 2011                     | Nguyễn Trọng Hoàng 43' · Hoàng Đình Tùng 67'                                                                                            | [ 9 ]    |
| 24 tháng 09                                                       | TP.HCM,Việt Nam    | Singapore            | 2–1   | Cúp bóng đá TP.HCM 2011                     | Nguyễn Tuấn Anh 14' · Lê Văn Thắng 69'                                                                                                  | [ 10 ]   |
| Việt Nam đạt giải ba Cúp bóng đá TP.HCM 2011.                     |                    |                      |       |                                             | |          |
| 19 tháng 10                                                       | Hà Nội,Việt Nam    | Myanmar              | 5–0   | VFF Cup 2011                                | Lê Hoàng Thiên 33', 38' · Chu Ngọc Anh 45' (pen) · Phạm Thành Lương 48', 89'                                                            | [ 11 ]   |
| 21 tháng 10                                                       | Hà Nội,Việt Nam    | Uzbekistan           | 1–1   | VFF Cup 2011                                | Nguyễn Văn Quyết 57' | [ 12 ]   |
| 23 tháng 10                                                       | Hà Nội,Việt Nam    | Malaysia             | 1–1   | VFF Cup 2011                                | | [ 13 ]   |
| Việt Nam đạt giải nhì VFF Cup 2011.                               |                    |                      |       |                                             | |          |
| 3 tháng 11                                                        | Jakarta,Indonesia  | Philippines          | 3–1   | SEA Games 2011                              | Matthew Hartmann 61' (lưới nhà) · Lê Hoàng Thiên 71' · Nguyễn Văn Quyết 90+1'                                                           | [ 14 ]   |
| 05 tháng 11                                                       | Jakarta,Indonesia  | Myanmar              | 0–0   | SEA Games 2011                              | | [ 15 ]   |
| 09 tháng 11                                                       | Jakarta,Indonesia  | Đông Timor           | 2–0   | SEA Games 2011                              | Nguyễn Trọng Hoàng 52' · Âu Văn Hoàn 64'                                                                                                | [ 16 ]   |
| 12 tháng 11                                                       | Jakarta,Indonesia  | Brunei               | 8–0   | SEA Games 2011                              | Nguyễn Văn Quyết 1', 12', 13' · Phạm Thành Lương 15' · Lê Văn Thắng 18' · Hoàng Văn Bình 30' · Lê Hoàng Thiên 58' · Hoàng Đình Tùng 72' | [ 17 ]   |
| 17 tháng 11                                                       | Jakarta,Indonesia  | Lào                  | 3–1   | SEA Games 2011                              | Hoàng Đình Tùng 64' · Nguyễn Văn Quyết 71' · Lê Văn Thắng 89'                                                                           | [ 18 ]   |
| 19 tháng 11                                                       | Jakarta,Indonesia  | Indonesia            | 0–2   | SEA Games 2011                              | | [ 19 ]   |
| 21 tháng 11                                                       | Jakarta,Indonesia  | Myanmar              | 1–4   | SEA Games 2011                              | Lâm Anh Quang 88' | [ 20 ]   |
| Việt Nam không đạt huy chương ở SEA Games 2011.                   |                    |                      |       |                                             | |          |

### Đội tuyển U-21
| Ngày                                                        | Địa điểm        | Đối thủ              | Tỉ số        | Giải đấu                        | Cầu thủ ghi bàn                            | Chi tiết |
| ----------------------------------------------------------- | --------------- | -------------------- | ------------ | ------------------------------- | ------------------------------------------ | -------- |
| 25 tháng 09                                                 | Pleiku,Việt Nam | Malaysia             | 2–0          | U21 Quốc tế báo Thanh niên 2011 | Hoàng Nhật Nam 87' · Nguyễn Hữu Khôi 90+2' | [ 21 ]   |
| 29 tháng 09                                                 | Pleiku,Việt Nam | U-17 Học viện Aspire | 2–1          | U21 Quốc tế báo Thanh niên 2011 | Nguyễn Hữu Khôi 15' · Bùi Xuân Hiếu 23'    | [ 22 ]   |
| 02 tháng 10                                                 | Pleiku,Việt Nam | Thái Lan             | 1–1 7-6(11m) | U21 Quốc tế báo Thanh niên 2011 | Hà Minh Tuấn 1'                            | [ 23 ]   |
| 04 tháng 10                                                 | Pleiku,Việt Nam | Iran                 | 2–1          | U21 Quốc tế báo Thanh niên 2011 | Nguyễn Hữu Khôi 33' · Nguyễn Thế Hưng 60'  | [ 24 ]   |
| U-21 Việt Nam vô địch giải U21 Quốc tế báo Thanh niên 2011. |                 |                      |              |                                 |                                            |          |

### Đội tuyển U-19
| Ngày                                                                 | Địa điểm                       | Đối thủ           | Tỉ số             | Giải đấu                          | Cầu thủ ghi bàn                                                                                         | Chi tiết |
| -------------------------------------------------------------------- | ------------------------------ | ----------------- | ----------------- | --------------------------------- | --- | -------- |
| 24 tháng 08                                                          | Hà Nội,Việt Nam                | Campuchia         | 2–1               | Giao hữu                          | Nguyễn Việt Phong 19', 29'                                                                              | [ 25 ]   |
| 27 tháng 08                                                          | Hà Nội,Việt Nam                | Campuchia         | 3–0               | Giao hữu                          | Nguyễn Việt Phong 10' · Nguyễn Xuân Nam 50' · Phan Đình Thắng 90'                                       | [ 26 ]   |
| 08 tháng 09                                                          | Yangon,Myanmar                 | Brunei            | 7–0               | Giải vô địch U19 Đông Nam Á 2011  | Nguyễn Thanh Hiền 15', 25', 71' · Nguyễn Xuân Nam 17', 23' · Phan Đình Thắng 74' · Nguyễn Tuấn Vũ 83'   | [ 27 ]   |
| 10 tháng 09                                                          | Yangon,Myanmar                 | Myanmar           | 1–1               | Giải vô địch U19 Đông Nam Á 2011  | Hồ Sỹ Sâm 45'                                                                                           | [ 28 ]   |
| 12 tháng 09                                                          | Yangon,Myanmar                 | Indonesia         | 6–1               | Giải vô địch U19 Đông Nam Á 2011  | Nguyễn Thanh Hiền 3' · Nguyễn Xuân Nam 5' · Quế Ngọc Hải 37' · Hồ Sỹ Sâm 48', 58' · Phan Đình Thắng 59' | [ 29 ]   |
| 16 tháng 09                                                          | Yangon,Myanmar                 | Lào               | 4–0               | Giải vô địch U19 Đông Nam Á 2011  | Quế Ngọc Hải 33' (pen) · Nguyễn Xuân Nam 39' · Lê Quốc Anh 47', 48'                                     | [ 30 ]   |
| 19 tháng 09                                                          | Yangon,Myanmar                 | Malaysia          | 2–1               | Giải vô địch U19 Đông Nam Á 2011  | Nguyễn Xuân Nam 34', 79'                                                                                | [ 31 ]   |
| 21 tháng 09                                                          | Yangon,Myanmar                 | Thái Lan          | 1–1(aet) 4-5(11m) | Giải vô địch U19 Đông Nam Á 2011  | Nguyễn Xuân Nam 17'                                                                                     | [ 32 ]   |
| U-19 Việt Nam đạt giải nhì Giải vô địch U19 Đông Nam Á 2011.         |                                |                   |                   |                                   | |          |
| 08 tháng 10                                                          | Phnôm Pênh,Campuchia           | Hồng Tương Vũ Hán | 1–1               | BIDC Cup 2011                     | Nguyễn Thanh Hiền 90' (pen)                                                                             | [ 33 ]   |
| 12 tháng 10                                                          | Phnôm Pênh,Campuchia           | Thái Lan (U-21)   | 0–3               | BIDC Cup 2011                     | | [ 34 ]   |
| 14 tháng 10                                                          | Phnôm Pênh,Campuchia           | Malaysia (U-21)   | 1–1 4–5(11m)      | BIDC Cup 2011                     | Nguyễn Xuân Nam 30'                                                                                     | [ 35 ]   |
| U-19 Việt Nam dừng chân ở bán kết BIDC Cup 2011.                     |                                |                   |                   |                                   | |          |
| 31 tháng 10                                                          | Thành phố Hồ Chí Minh,Việt Nam | Malaysia          | 0–0               | Bảng F Vòng loại U-19 châu Á 2012 | | [ 36 ]   |
| 04 tháng 11                                                          | Thành phố Hồ Chí Minh,Việt Nam | Myanmar           | 2–2               | Bảng F Vòng loại U-19 châu Á 2012 | Nguyễn Thanh Hiền 4' (pen), 83' (pen)                                                                   | [ 37 ]   |
| 06 tháng 11                                                          | Thành phố Hồ Chí Minh,Việt Nam | Lào               | 4–0               | Bảng F Vòng loại U-19 châu Á 2012 | Nguyễn Thanh Hiền 36', 87' · Nguyễn Xuân Nam 43' · Đỗ Hùng Dũng 75'                                     | [ 38 ]   |
| 08 tháng 11                                                          | Thành phố Hồ Chí Minh,Việt Nam | CHDCND Triều Tiên | 2–2               | Bảng F Vòng loại U-19 châu Á 2012 | Hồ Sỹ Sâm 36' · Phan Đình Thắng 52'                                                                     | [ 39 ]   |
| U-19 Việt Nam đoạt vé vào chơi vòng chung kết giải U-19 châu Á 2012. |                                |                   |                   |                                   | |          |

### Đội tuyển U-16
| Ngày                                                               | Địa điểm       | Đối thủ           | Tỉ số | Giải đấu                   | Cầu thủ ghi bàn | Chi tiết |
| ------------------------------------------------------------------ | -------------- | ----------------- | ----- | -------------------------- | --- | -------- |
| 08 tháng 07                                                        | Viêng Chăn,Lào | Singapore         | 0–5   | U-16 AFF 2011              | | [ 40 ]   |
| 12 tháng 07                                                        | Viêng Chăn,Lào | Campuchia         | 4–1   | U-16 AFF 2011              | Triệu Việt Hưng 30', 89' · Nguyễn Quang Hải 59' · Đỗ Duy Mạnh 83'                                                         | [ 41 ]   |
| 14 tháng 07                                                        | Viêng Chăn,Lào | Philippines       | 10–0  | U-16 AFF 2011              | Đỗ Duy Mạnh 5', 62', 64' · Huỳnh Hoàng Khanh 25', 58' · Y Thuyn Mlo 68', 77', 80' · Triệu Việt Hưng 86' · Lê Xuân Hoà 90' | [ 42 ]   |
| 16 tháng 07                                                        | Viêng Chăn,Lào | Myanmar           | 1–3   | U-16 AFF 2011              | Triệu Việt Hưng 25' | [ 43 ]   |
| Việt Nam đứng thứ 3 Bảng B và dừng chân ở vòng bảng U-16 AFF 2011. |                |                   |       |                            | |          |
| 12 tháng 09                                                        | Viêng Chăn,Lào | Hàn Quốc          | 1–1   | Vòng loại U-16 châu Á 2012 | Trần Ngọc Sơn 74' (pen)                                                                                                   | [ 44 ]   |
| 14 tháng 09                                                        | Viêng Chăn,Lào | Lào               | 0–3   | Vòng loại U-16 châu Á 2012 | | [ 45 ]   |
| 17 tháng 09                                                        | Viêng Chăn,Lào | Campuchia         | 5–0   | Vòng loại U-16 châu Á 2012 | Trần Ngọc Sơn 12' (pen) · Vũ Duy Nghị 80', 88' · Nguyễn Việt Thắng 86' · Nguyễn Quang Hải 90'                             | [ 46 ]   |
| 19 tháng 09                                                        | Viêng Chăn,Lào | Đài Bắc Trung Hoa | 4–0   | Vòng loại U-16 châu Á 2012 | Lê Hoàng Dương 9', 69' · Huỳnh Hoàng Khanh 50' · Nguyễn Duy Điển 68'                                                      | [ 47 ]   |
| 21 tháng 09                                                        | Viêng Chăn,Lào | Nhật Bản          | 2–5   | Vòng loại U-16 châu Á 2012 | Nguyễn Việt Thắng 1' · Lê Hoàng Dương 63'                                                                                 | [ 48 ]   |

### Đội tuyển U-13
| Ngày                                                        | Địa điểm            | Đối thủ     | Tỉ số | Giải đấu                          | Cầu thủ ghi bàn                                                                 | Chi tiết |
| ----------------------------------------------------------- | ------------------- | ----------- | ----- | --------------------------------- | ------------------------------------------------------------------------------- | -------- |
| 15 tháng 07                                                 | Nonthaburi,Thái Lan | Thái Lan I  | 1–4   | U13 Đông Nam Á Lần 3 (Cúp Yamaha) | Nguyễn Xuân Hoà 15'                                                             | [ 49 ]   |
| 15 tháng 07                                                 | Nonthaburi,Thái Lan | Ấn Độ       | 5–2   | U13 Đông Nam Á Lần 3 (Cúp Yamaha) | Đoàn Tuấn Phú 5' · Hoàng Thế Tài 19', 24' · Nguyễn Văn Huy ?' · Trần Văn Bửu ?' | [ 50 ]   |
| 16 tháng 07 17 tháng 07                                     | Nonthaburi,Thái Lan | Indonesia   | 0–4   | U13 Đông Nam Á Lần 3 (Cúp Yamaha) |                                                                                 | ,        |
| 17 tháng 07                                                 | Nonthaburi,Thái Lan | Thái Lan II | 1–3   | U13 Đông Nam Á Lần 3 (Cúp Yamaha) | Nguyễn Văn Huy ?'                                                               | [ 53 ]   |
| Việt Nam đứng thứ 4 Giải U13 Đông Nam Á Lần 3 (Cúp Yamaha). |                     |             |       |                                   |                                                                                 |          |

### Đội tuyển Futsal
| Ngày                                                                     | Địa điểm              | Đối thủ      | Tỉ số     | Giải đấu                               | Cầu thủ ghi bàn | Chi tiết |
| ------------------------------------------------------------------------ | --------------------- | ------------ | --------- | -------------------------------------- | --- | -------- |
| 26 tháng 4                                                               | Hàng Châu, Trung Quốc | Trung Quốc   | 2–3       | Giao hữu                               | Phạm Thành Đạt Lưu Quỳnh Toàn                                                                                            | [ 54 ]   |
| 27 tháng 4                                                               | Hàng Châu,Trung Quốc  | Trung Quốc   | 0–2       | Giao hữu                               | | [ 55 ]   |
| 27 tháng 5                                                               | Tashkent, Uzbekistan  | Uzbekistan B | 1–3       | Giao hữu                               | Nguyễn Quốc Bảo | [ 56 ]   |
| 28 tháng 05                                                              | Tashkent,Uzbekistan   | Ardus        | 2–4       | Giải Futsal quốc tế mở rộng Uzbekistan | Nguyễn Hoàng Giang 15' · Đoàn Ngọc Lê Đức 37'                                                                            | [ 57 ]   |
| 29 tháng 05                                                              | Tashkent,Uzbekistan   | Neftchi      | 2–8       | Giải Futsal quốc tế mở rộng Uzbekistan | Phùng Trọng Luân (2 bàn)                                                                                                 | [ 58 ]   |
| 31 tháng 05                                                              | Tashkent,Uzbekistan   | Norilsky     | 1–8       | Giải Futsal quốc tế mở rộng Uzbekistan | Trần Hoàng Vinh 29' | [ 59 ]   |
| Việt Nam đứng cuối bảng Giải Futsal quốc tế mở rộng Uzbekistan.          |                       |              |           |                                        | |          |
| 07 tháng 10                                                              | Hà Nội,Việt Nam       | Trung Quốc   | 2–0       | Giải Futsal quốc tế Hà Nội 2011        | Nguyễn Trọng Thiện 10' · Lưu Quỳnh Toàn 11'                                                                              | [ 60 ]   |
| 08 tháng 10                                                              | Hà Nội,Việt Nam       | Qatar        | 2–4       | Giải Futsal quốc tế Hà Nội 2011        | Huỳnh Bá Tuấn 27' · Lưu Quỳnh Toàn 39'                                                                                   | [ 61 ]   |
| 09 tháng 10                                                              | Hà Nội,Việt Nam       | Uzbekistan   | 2–3       | Giải Futsal quốc tế Hà Nội 2011        | Trần Quang Duy 21' · Lưu Quỳnh Toàn 40'                                                                                  | [ 62 ]   |
| Việt Nam đứng thứ ba Giải Futsal quốc tế Hà Nội 2011.                    |                       |              |           |                                        | |          |
| 17 tháng 11                                                              | Jakarta,Indonesia     | Indonesia    | 2–2       | SEA Games 2011                         | Nguyễn Hoàng Giang 23' · Trần Hoàng Vinh 33'                                                                             | [ 63 ]   |
| 19 tháng 11                                                              | Jakarta,Indonesia     | Philippines  | 7–1       | SEA Games 2011                         | Nguyễn Bảo Quân 10' · Lưu Quỳnh Toàn 14', 39' · Nguyễn Hoàng Giang 23', 34' · Nguyễn Quốc Bảo 29' · Phùng Trọng Luân 30' | [ 64 ]   |
| 21 tháng 11                                                              | Jakarta,Indonesia     | Malaysia     | 3–2 (aet) | SEA Games 2011                         | Phùng Trọng Luân 28' · Trần Hoàng Vinh 43' · Lưu Quỳnh Toàn 46'                                                          | [ 65 ]   |
| 22 tháng 11                                                              | Jakarta,Indonesia     | Thái Lan     | 3–8       | SEA Games 2011                         | Nguyễn Trọng Thiện 31' · Phùng Trọng Luân 33' · Trần Hoàng Vinh 35'                                                      | [ 66 ]   |
| Việt Nam đạt huy chương bạc bộ môn bóng đá trong nhà nam SEA Games 2011. |                       |              |           |                                        | |          |

## Nữ

### Đội tuyển nữ quốc gia Việt Nam
| Ngày | Địa điểm           | Đối thủ           | Tỉ số | Giải đấu                                      | Cầu thủ ghi bàn | Chi tiết |
| --- | ------------------ | ----------------- | ----- | --------------------------------------------- | --- | -------- |
| 18 tháng 03                                                                                                 | Cao Hùng, Đài Loan | Hồng Kông         | 4–0   | Vòng 1-Vòng loại châu Á-Olympic Luân Đôn 2012 | Vũ Thị Huyền Linh 14' · Nguyễn Thị Muôn 43', 45' · Lê Thu Thanh Hương 78'                                                                                       | [ 67 ]   |
| 20 tháng 03                                                                                                 | Cao Hùng, Đài Loan | Myanmar           | 2–0   | Vòng 1-Vòng loại châu Á-Olympic Luân Đôn 2012 | Nguyễn Thị Muôn 73' (pen) · Trần Thị Kim Hồng 75' | [ 68 ]   |
| 25 tháng 03                                                                                                 | Cao Hùng, Đài Loan | Thái Lan          | 2–1   | Vòng 1-Vòng loại châu Á-Olympic Luân Đôn 2012 | Nguyễn Thị Hoà 54' · Lê Thu Thanh Hương 90+' | [ 69 ]   |
| 27 tháng 03                                                                                                 | Cao Hùng, Đài Loan | Đài Bắc Trung Hoa | 1–1   | Vòng 1-Vòng loại châu Á-Olympic Luân Đôn 2012 | Nguyễn Thị Hoà 18' | [ 70 ]   |
| Việt Nam đứng đầu Vòng loại bóng đá nữ Olympic Luân Đôn 2012 khu vực châu Á – Vòng 1 và đoạt vé vào Vòng 2. |                    |                   |       |                                               | |          |
| 05 tháng 06                                                                                                 | Amman, Jordan      | Iran              | 3–0   | Vòng 2-Vòng loại châu Á-Olympic Luân Đôn 2012 | | [ 71 ]   |
| 07 tháng 06                                                                                                 | Amman, Jordan      | Jordan            | 1–0   | Vòng 2-Vòng loại châu Á-Olympic Luân Đôn 2012 | Nguyễn Thị Hoà 67' | [ 72 ]   |
| 10 tháng 06                                                                                                 | Amman, Jordan      | Uzbekistan        | 1–2   | Vòng 2-Vòng loại châu Á-Olympic Luân Đôn 2012 | Nguyễn Thị Muôn 94' | [ 73 ]   |
| 12 tháng 06                                                                                                 | Amman, Jordan      | Thái Lan          | 3–3   | Vòng 2-Vòng loại châu Á-Olympic Luân Đôn 2012 | Lê Thị Thương 8' · Nguyễn Thị Muôn 13' · Lê Thu Thanh Hương 39'                                                                                                 | [ 74 ]   |
| Việt Nam đứng thứ 3 Vòng 2-Vòng loại châu Á-Olympic Luân Đôn 2012 và dừng chân ở đây.                       |                    |                   |       |                                               | |          |
| 16 tháng 10                                                                                                 | Viêng Chăn, Lào    | Singapore         | 9–1   | Giải Vô địch Đông Nam Á 2011                  | Huỳnh Như 7', 65', 78' · Nguyễn Thị Hòa 11', 28', 45', 74' · Nguyễn Thị Kim Tiến 25' · Lê Thị Thương 37'                                                        | [ 75 ]   |
| 18 tháng 10                                                                                                 | Viêng Chăn, Lào    | Lào               | 4–0   | Giải Vô địch Đông Nam Á 2011                  | Huỳnh Như 2' · Nguyễn Thị Hoà 8', 29', 33' | [ 76 ]   |
| 20 tháng 10                                                                                                 | Viêng Chăn, Lào    | Indonesia         | 14–0  | Giải Vô địch Đông Nam Á 2011                  | Lê Thu Thanh Hương (3 bàn) · Nguyễn Thị Tuyết Dung 51', 56', 79', 90' · Nguyễn Thị Muôn 5' · Lê Thị Thủy 75' · Nguyễn Thị Liễu 69', 85' · Phạm Hải Yến 40', 66' | [ 77 ]   |
| 23 tháng 10                                                                                                 | Viêng Chăn, Lào    | Myanmar           | 1–2   | Giải Vô địch Đông Nam Á 2011                  | Lê Thị Thương 43' | [ 78 ]   |
| 25 tháng 10                                                                                                 | Viêng Chăn, Lào    | Lào               | 6–0   | Giải Vô địch Đông Nam Á 2011                  | Lê Thị Thương 29' · Huỳnh Như 36' · Nguyễn Thị Hoà 40', 71' · Chương Thị Kiều 57' (pen) · Lê Thu Thanh Hương 70'                                                | [ 79 ]   |
| Việt Nam đạt huy chương đồng tại Giải Vô địch Đông Nam Á 2011                                               |                    |                   |       |                                               | |          |

### Đội tuyển U-19 nữ
| Ngày                                                                   | Địa điểm                       | Đối thủ           | Tỉ số | Giải đấu                               | Cầu thủ ghi bàn                                  | Chi tiết |
| ---------------------------------------------------------------------- | ------------------------------ | ----------------- | ----- | -------------------------------------- | ------------------------------------------------ | -------- |
| 06 tháng 10                                                            | Thành phố Hồ Chí Minh,Việt Nam | Úc                | 3–4   | Vòng chung kết giải U19 nữ châu Á 2011 | Nguyễn Thị Nguyệt 8', 55' · Phạm Hoàng Quỳnh 40' | [ 80 ]   |
| 08 tháng 10                                                            | Thành phố Hồ Chí Minh,Việt Nam | Trung Quốc        | 1–2   | Vòng chung kết giải U19 nữ châu Á 2011 | Phạm Hoàng Quỳnh 30'                             | [ 81 ]   |
| 10 tháng 10                                                            | Thành phố Hồ Chí Minh,Việt Nam | CHDCND Triều Tiên | 0–5   | Vòng chung kết giải U19 nữ châu Á 2011 |                                                  | [ 82 ]   |
| 13 tháng 10                                                            | Thành phố Hồ Chí Minh,Việt Nam | Hàn Quốc          | 1–4   | Vòng chung kết giải U19 nữ châu Á 2011 | Phan Thị Trang 62'                               | [ 83 ]   |
| 16 tháng 10                                                            | Thành phố Hồ Chí Minh,Việt Nam | Nhật Bản          | 0–6   | Vòng chung kết giải U19 nữ châu Á 2011 |                                                  | [ 84 ]   |
| U-19 Nữ Việt Nam xếp cuối bảng Vòng chung kết giải U19 nữ châu Á 2011. |                                |                   |       |                                        |                                                  |          |

### Đội tuyển Futsal nữ
| Ngày                                                                    | Địa điểm          | Đối thủ     | Tỉ số | Giải đấu       | Cầu thủ ghi bàn | Chi tiết |
| ----------------------------------------------------------------------- | ----------------- | ----------- | ----- | -------------- | --- | -------- |
| 17 tháng 11                                                             | Jakarta,Indonesia | Myanmar     | 3–1   | SEA Games 2011 | Aye Nandar Hlaing 4' (lưới nhà) · Trịnh Ngọc Hoà 24' · Trần Thị Thuỳ Trang 37'                                         | [ 85 ]   |
| 18 tháng 11                                                             | Jakarta,Indonesia | Indonesia   | 6–0   | SEA Games 2011 | Rani Sari 3' (lưới nhà) · Trịnh Ngọc Hoa 6' · Nguyễn Thị Duyên 7' · Nguyễn Thị Châu 15' · Trần Thị Thuỳ Trang 22', 30' | [ 86 ]   |
| 19 tháng 11                                                             | Jakarta,Indonesia | Thái Lan    | 1–2   | SEA Games 2011 | Trịnh Ngọc Hoa 18' ·                                                                                                   | [ 87 ]   |
| 20 tháng 11                                                             | Jakarta,Indonesia | Philippines | 4–1   | SEA Games 2011 | Nguyễn Thị Thành 7', 36' · Phan Lệ Ái Duyên 13' · Nguyễn Thị Châu 37'                                                  | [ 88 ]   |
| 22 tháng 11                                                             | Jakarta,Indonesia | Thái Lan    | 2–4   | SEA Games 2011 | Võ Thị Thuỳ Trinh 17' · Trịnh Ngọc Hoa 28'                                                                             | [ 89 ]   |
| Việt Nam đạt huy chương bạc bộ môn bóng đá nữ trong nhà SEA Games 2011. |                   |             |       |                | |          |